# 桂文治 (2代目)
2代目桂 文治（かつら ぶんじ、? - 1827年ころ?）は、落語家。本名伊丹屋文吉。父は同じく落語家初代桂文治。
実父初代文治没後、文吉が遅くとも、文政年中に、2代目文治襲名したと思われる。噺家の実力は実父初代文治に勝っていたと伝えられているが、詳細は不明。
1822年7月、名古屋若宮での興行記録が残っており、それによると、文橋、文作、文玉らの一門と共に、下座の人々も交えた一行が、からくりを応用した『石橋』などの芝居噺を演じたという。
1827年頃死去。享年不明。3代目文治は孫弟子（桂文鳩の弟子の九鳥）が襲名した。また妹の幸は壽遊亭扇松の妻で扇松没後は弟子の江戸芝金杉出身・扇勇の後妻となり江戸で扇勇が3代目文治を襲名した。以降東西で文治の名は分かれた。